# رودولفو غوستافو دا بايكشاو
رودولفو غوستافو دا بايكشاو (13 يوليو 1853 - 18 نوفمبر 1925) كان مشيرًا وسياسيًا برازيليًا، شغل منصب حاكم ولاية غوياس مرتين، من فبراير 1890 إلى يناير 1891، ومرة أخرى من يوليو إلى ديسمبر 1891. وقد تم تكريمه بفارس الجيش وسام أفيس والميدالية العسكرية الذهبية.